# Ełk (flod)
Ełk (tidligere  Łek, tysk: Leck eller Lyck) er en 114 km lang højre biflod til Biebrza i den nordøstlige del af Polen. Den løber gennem det masuriske sødistrikt og er den fjerdestørste biflod til Biebrza.

## Geografi
Dens afvandingsområde strækker sig fra Seeskerbakkerne (polsk: Wzgórza Szeskie) på tværs af Lycker søområde (polsk: Pojezierze Ełckie)) i det masuriske sødistrikt til Biebrza-bassinet i det nordlige Podlaskiske lavland (polsk:  Nizina Północnopodlaska).
Ełks kilder ligger på den tredjehøjeste top i det nordlige Polen, Góra Szeska (polsk: Góra Szeska), nær byen Goldap. Den løber gennem løber gennem søen Haschner See, Laschmiedensee, og Powiat Olecki, samt i Lycker søområde i Powiat Grajewski og Powiat Moniecki i voivodskabet Podlaskie.
Dens forløb til mundingen i søen Laschmiedensee omtales som Czarna Struga (Sorte Struga) og Łaźna Struga. Den flyder derefter til Lycker See i sydlig retning. Den har siden det 19. århundrede ved at omgået dens naturlige flodleje i Biebrza-sumpene, i et kunstig flodleje, den såkaldte Kanał Rudzki som løber til Biebrza. Udmundingen af den naturlige Ełk-flodleje går i dag gennem Lega, en 157 km lang flod fra den nordlige Sorte Sø (polsk: Jezioro Czarne) nær Szarejki.